# Camp Concordia
Le Camp Concordia était un camp américain de prisonniers de guerre qui a été en service de 1943 à 1945. Il se trouve à environ 3,2 km à l'est de Concordia (Kansas). Le camp fut, à l'origine, utilisé pour les prisonniers de l’armée allemande capturés lors des batailles la Seconde Guerre mondiale qui se sont déroulées en Afrique.

## Sources
- (en) Cet article est partiellement ou en totalité issu de l’article de Wikipédia en anglais intitulé « Camp Concordia » (voir la liste des auteurs).